# Siete boyardos

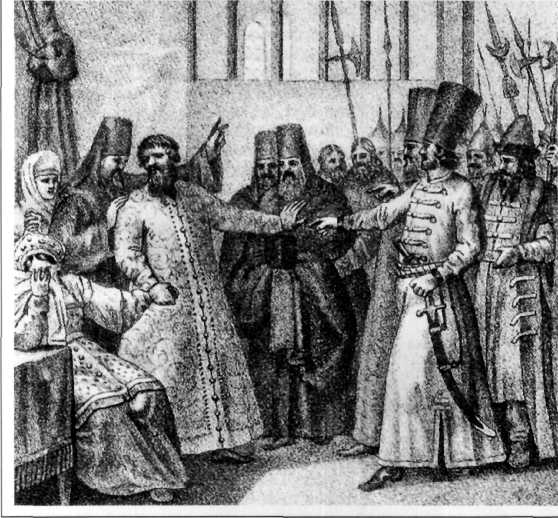
Vasili Shuiski es tonsurado en 1610. Grabado del.

Los siete boyardos (en ruso: Семибоярщина, transliterado Semiboyárschina) es el término ruso que significa "gobierno de los siete boyardos" o "hechos de los siete boyardos", quienes fueron un grupo de nobles rusos que derrocaron al zar Basilio IV (Vasili Shuiski) el 17 de julio de 1610 e invitaron a los polacos a Moscú a finales de ese año.
Los siete fueron los príncipes (o kniaz) Fiódor Ivánovich Mstislavski, líder de la Duma de los boyardos, Iván Mijáilovich Vorotynski, Andréi Vasílevich Trubetskói, Andréi Vasílevich Golitsin, Borís Mijáilovich Lýkov-Obolenski, y los boyardos Iván Nikítich Románov y Fiódor Ivánovich Sheremétev.
Debido al avance polaco sobre Rusia en el marco de la guerra polaco-rusa, la revuelta de Iván Bolótnikov y otros disturbios durante el Período Tumultuoso, el zar Vasili Shuiski nunca fue muy popular ni era capaz de gobernar con eficacia fuera de la capital por sí mismo. Los siete lo depusieron, lo tonsuraron y lo forzaron a abrazar el monacato en el monasterio Chúdov del Kremlin. Posteriormente fue llevado a Polonia, donde murió en la prisión de Gostynin en 1612.
El 17/27 de agosto, los siete firmaron un acuerdo con el hetman polaco Stanisław Żółkiewski por el que acordaban aceptar a Vladislao, hijo del rey polaco Segismundo III Vasa, como zar de Rusia. Los polacos entraron en Moscú el 21 de septiembre. Mientras que algunos consideran que el gobierno de los siete en Moscú duró desde junio de 1610 hasta la llegada de los polacos en septiembre, otros sostienen que su mandato se extendió hasta que los polacos fueron expulsados de la capital por el movimiento popular encabezado por Kuzmá Minin y el príncipe Dmitri Pozharski en 1612. Su poder de actuación después de septiembre de 1610 fue, sin embargo, más bien nominal.